# 2020年東京オリンピックの韓国選手団
2020年東京オリンピックの韓国選手団（2020ねんとうきょうオリンピックのかんこくせんしゅだん、朝: 2020년 도쿄 올림픽 한국 선수단）は、2021年7月23日から8月8日にかけて日本の首都東京で開催された2020年東京オリンピックの韓国選手団、およびその競技結果。

## 概要
- 主将 : キム・ヨンギョン
- 開会式旗手 : キム・ヨンギョン、ファン・ソヌ[1]
- 閉会式旗手 : チョン・ウンテ[2]

## メダル
| メダル | 選手名                                                    | 競技         | 種目             | 日付    |
| ------ | --------------------------------------------------------- | ------------ | ---------------- | ------- |
| 金     | アン・サン キム・ジェドク                                 | アーチェリー | 混合団体         | 7月24日 |
| 金     | アン・サン チャン・ミンヒ カン・チェヨン                  | アーチェリー | 女子団体         | 7月25日 |
| 金     | キム・ジェドク キム・ウジン オ・ジンヒョク                | アーチェリー | 男子団体         | 7月26日 |
| 金     | オ・サンウク キム・ジュノ キム・ジョンファン ク・ボンギル | フェンシング | 男子サーブル団体 | 7月28日 |
| 金     | アン・サン                                                | アーチェリー | 女子個人         | 7月30日 |
| 金     | シン・ジェファン                                          | 体操         | 男子跳馬         | 8月2日  |
| 銀     | チェ・インジョン イ・ヘイン カン・ヨンミ ソン・セラ       | フェンシング | 女子エペ団体     | 7月27日 |
| 銀     | イ・ダビン                                                | テコンドー   | 女子67kg超級     | 7月27日 |
| 銀     | チョ・グハム                                              | 柔道         | 男子100kg級      | 7月29日 |
| 銀     | キム・ミンジョン                                          | 射撃         | 女子25mピストル  | 7月30日 |
| 銅     | キム・ジョンファン                                        | フェンシング | 男子サーブル個人 | 7月24日 |
| 銅     | チャン・ジュン                                            | テコンドー   | 男子58kg級       | 7月24日 |
| 銅     | アン・バウル                                              | 柔道         | 男子66kg級       | 7月25日 |
| 銅     | アン・チャンニム                                          | 柔道         | 男子73kg級       | 7月26日 |
| 銅     | イン・ギョドン                                            | テコンドー   | 男子80kg超級     | 7月27日 |
| 銅     | パク・サンヨン マ・セゴン ソン・ジェホ クォン・ヨンジュン | フェンシング | 男子エペ団体     | 7月30日 |
| 銅     | キム・ジヨン ユン・ジス ソ・ジヨン チェ・スヨン           | フェンシング | 女子サーブル団体 | 7月31日 |
| 銅     | ヨ・ソジョン                                              | 体操         | 女子跳馬         | 8月1日  |
| 銅     | キム・ソヨン コン・ヒヨン                                 | バドミントン | 女子ダブルス     | 8月2日  |
| 銅     | チョン・ウンテ                                            | 近代五種     | 男子             | 8月7日  |

## 種目別選手

### アーチェリー
- 6名[3]

### サッカー
- U-23サッカー大韓民国代表
  - 男子